# Aero Airlines

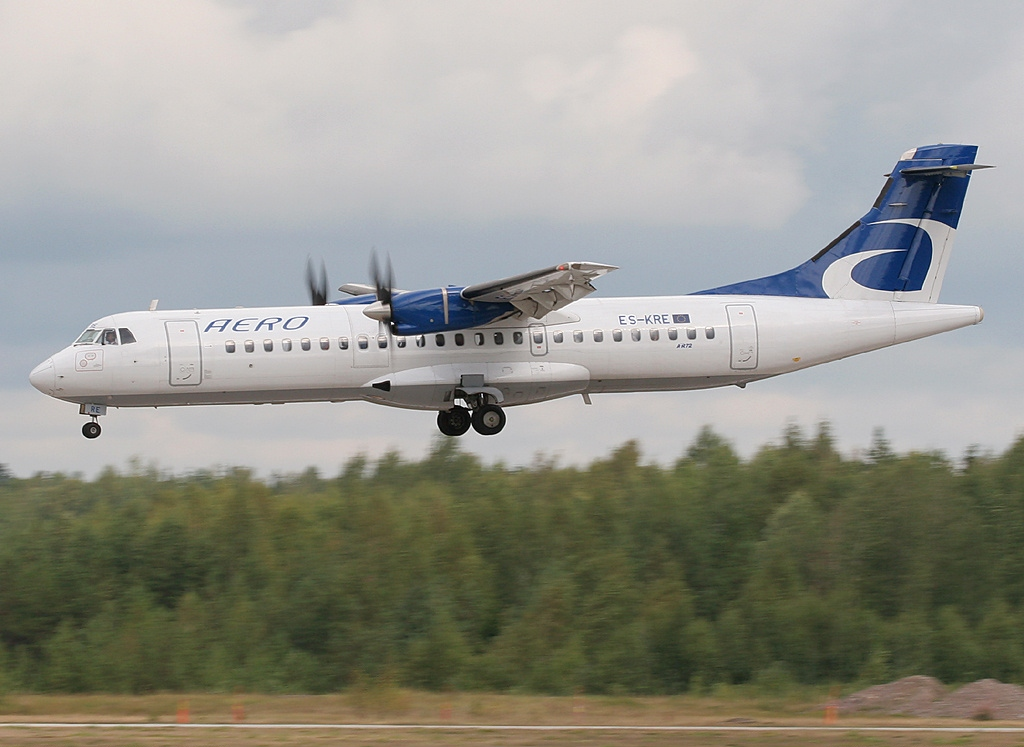
ATR 72-201 авиакомпании Aero Airlines

Aero Airlines  — упразднённая региональная авиакомпания Эстонии, осуществлявшая пассажирские перевозки между Таллином и аэропортами Финляндии. Все рейсы выполнялись по код-шеринговому соглашению с финской национальной авиакомпанией Finnair и под её кодом ИАТА (AY).
Перевозчик прекратил операционную деятельность в январе 2008 года.

## История
Название компании восходит к образованной в 1923 году финско-эстонской авиакомпании Aero AS, выполнившей свой первый коммерческий рейс 20 марта 1923 года из Катаянокка (Хельсинки) в Таллин на гидросамолёте Junkers F 13 с грузом 162 кг почты. В течение короткого времени в маршрутную сеть перевозчика вошли города Стокгольм и Кенигсберг, в которых пассажиры имели возможность пересадки на поезд в Гётеборг с дальнейшим следованием самолётами до Копенгагена, Осло и Лондона, а также наземным транспортом в Берлин. В 1926 году лист ожидания на эти рейсы составлял до 48 человек ежесуточно при вместимости самолёта в 4 пассажира.
В 1938 году авиакомпания полностью перешла с гидросамолётов на классические машины и продолжала увеличивать объёмы перевозок, однако была ликвидирована в 1940 году после вхождения Эстонии в состав Советского Союза.
Aero Airlines была вновь образована в 2000 году и начала операционную деятельность два года спустя с рейсами по странам Балтийского региона. Первоначально собственниками авиакомпании являлись холдинг Aero Holding (51 %) и Finnair (49 %), в дальнейшем финская компания стала полным владельцем перевозчика.
В марте 2007 года штат Aero Airlines составляли 128 сотрудников.
Вследствие ряда проблем в течение 2007 года Aero Airlines сокращала объёмы перевозок, а 6 января 2008 года выполнила свой последний коммерческий рейс. В современном периоде бывшую маршрутную сеть перевозчика обслуживают авиакомпании Nordic Regional Airlines и Finnair.
Код ИАТА (ЕЕ) и позывной (REVAL) упразднённой авиакомпании в современном периоде использует эстонская Nordica, вышедшая на рынок в 2015 году.

## Маршрутная сеть
В декабре 2007 года маршрутная сеть Aero Airlines охватывала следующие пункты назначения:
- Хельсинки-Вантаа
- Таллин
- Турку
- Вааса.

## Флот
Воздушный флот Aero Airlines составляли самолёты ATR 72-201, ранее эксплуатировавшиеся в Finnair. После прекращения операционной деятельности два лайнера были проданы авиакомпании ЮТэйр.